# Copa de la EFAF
La Copa de la EFAF (EFAF Cup en inglés) es la segunda competición en importancia de fútbol americano de Europa, tras la Liga Europea de Fútbol Americano. La organiza la Federación Europea de Fútbol Americano (European Federation of American Football -EFAF- en inglés). Desde 2014 se denomina EFL Bowl a su partido final debido a que la máxima competición, la Liga Europea de Fútbol Americano (European Football League en idioma inglés), pasó a denominarse BIG6 European Football League, y la Copa de la EFAF a European Football League a secas.
El campeón actual es Thonos Black Panthers.

## Palmarés
| Temporada | Campeón                | Subcampeón            | Final |
| --------- | ---------------------- | --------------------- | ----- |
| 2017      | Thonos Black Panthers  | Rhinos Milano         | 29-20 |
| 2016      | Frankfurt Universe     | Ámsterdam Crusaders   | 35-21 |
| 2015      | Kiel Baltic Hurricanes | Allgäu Comets         | 49-28 |
| 2014      | Kiel Baltic Hurricanes | Badalona Dracs        | 40-0  |
| 2013      | Thonon Black Panthers  | L'Hospitalet Pioners  | 66-6  |
| 2012      | Søllerød Gold Diggers  | Triangle Razorbacks   | 31-21 |
| 2011      | London Blitz           | Kragujevac Wild Boars | 29-7  |
| 2010      | Calanda Broncos        | Carlstad Crusaders    | 17-3  |
| 2009      | Prague Panthers        | Thonon Black Panthers | 35-12 |
| 2008      | Berlin Adler           | Parma Panthers        | 29-0  |
| 2007      | Graz Giants            | Hohenems Blue Devils  | 28-26 |
| 2006      | Graz Giants            | Eidsvoll 1814's       | 37-20 |
| 2005      | Marburg Mercenaries    | Élancourt Templiers   | 49-14 |
| 2004      | Tirol Raiders          | Farnham Knights       | 45-0  |
| 2003      | Carlstad Crusaders     | Tirol Raiders         | 28-7  |
| 2002      | Graz Giants            | Badalona Dracs        | 51-12 |

## Equipos
Toman parte en ella los equipos que considera la EFAF tienen el nivel competitivo apropiado de entre las 17 ligas europeas que se integran en EFAF. Suelen ser los campeones de las ligas más pequeñas y los segundos o terceros clasificados de las ligas más competitivas.